# David Klöcker Ehrenstrahl
David Klöcker Ehrenstrahl (Hamburgo, 25 de abril de 1628 – Estocolmo, 23 de outubro de 1698) foi um pintor, desenhador, escritor e cortesão  sueco, de origem alemã, que foi o grande nome do estilo barroco na Suécia, sendo apelidado de ”pai da pintura sueca” ("den svenska målarkonstens fader").

## Galeria

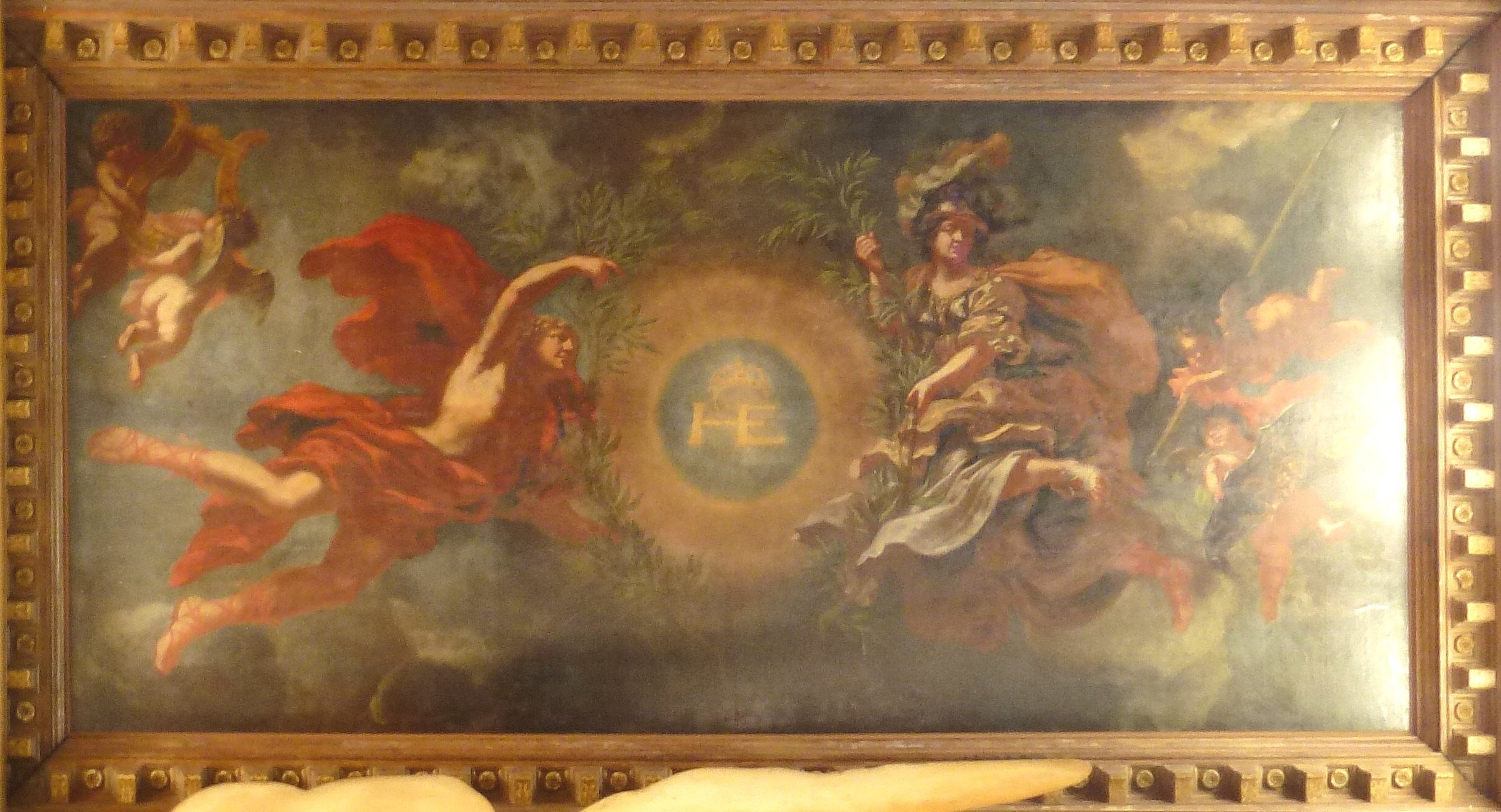
Teto da escadaria principal do Palácio de Drottningholm
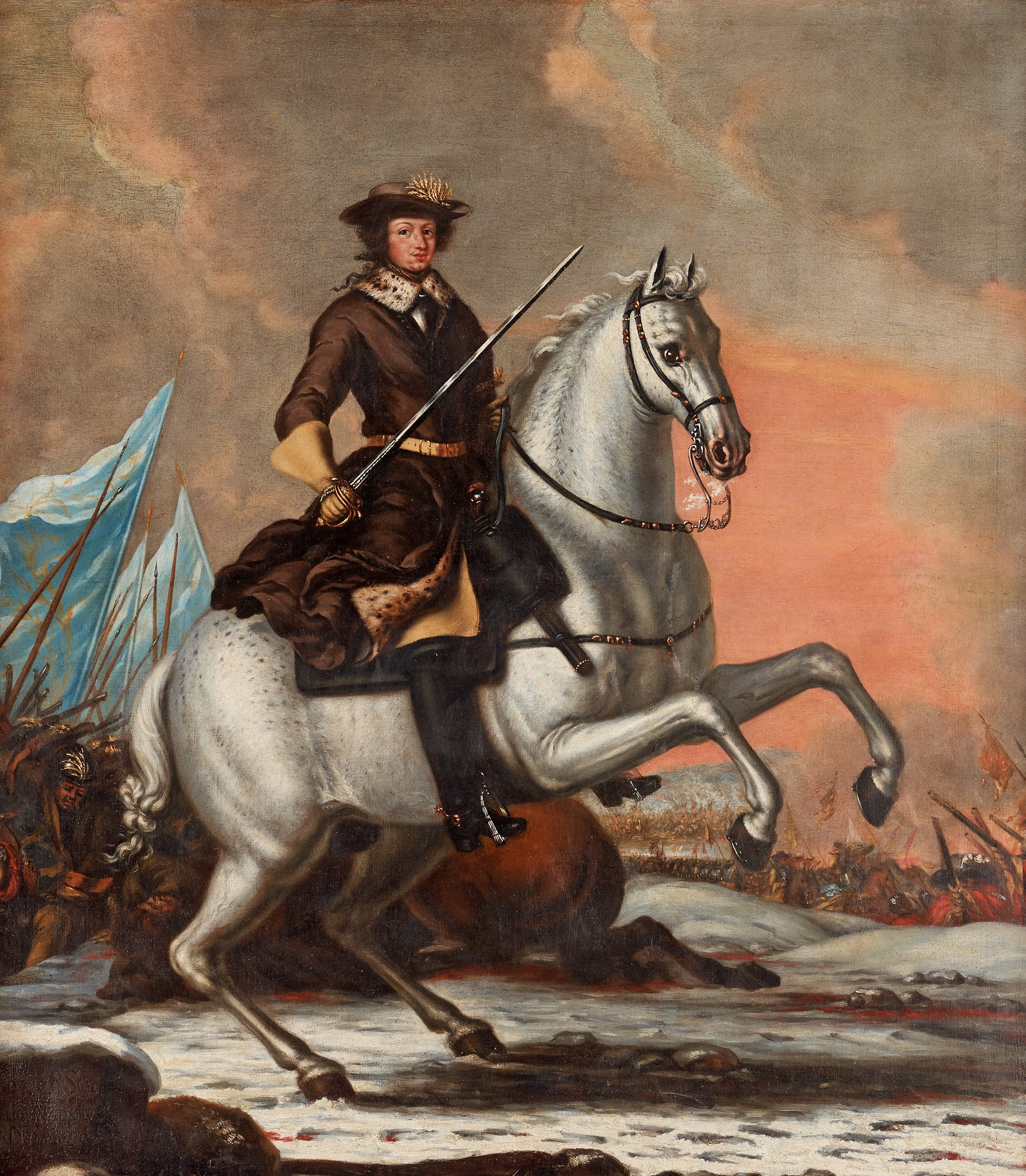
Carlos XI da Suécia
Galos silvestres (Orrspel, 1675)
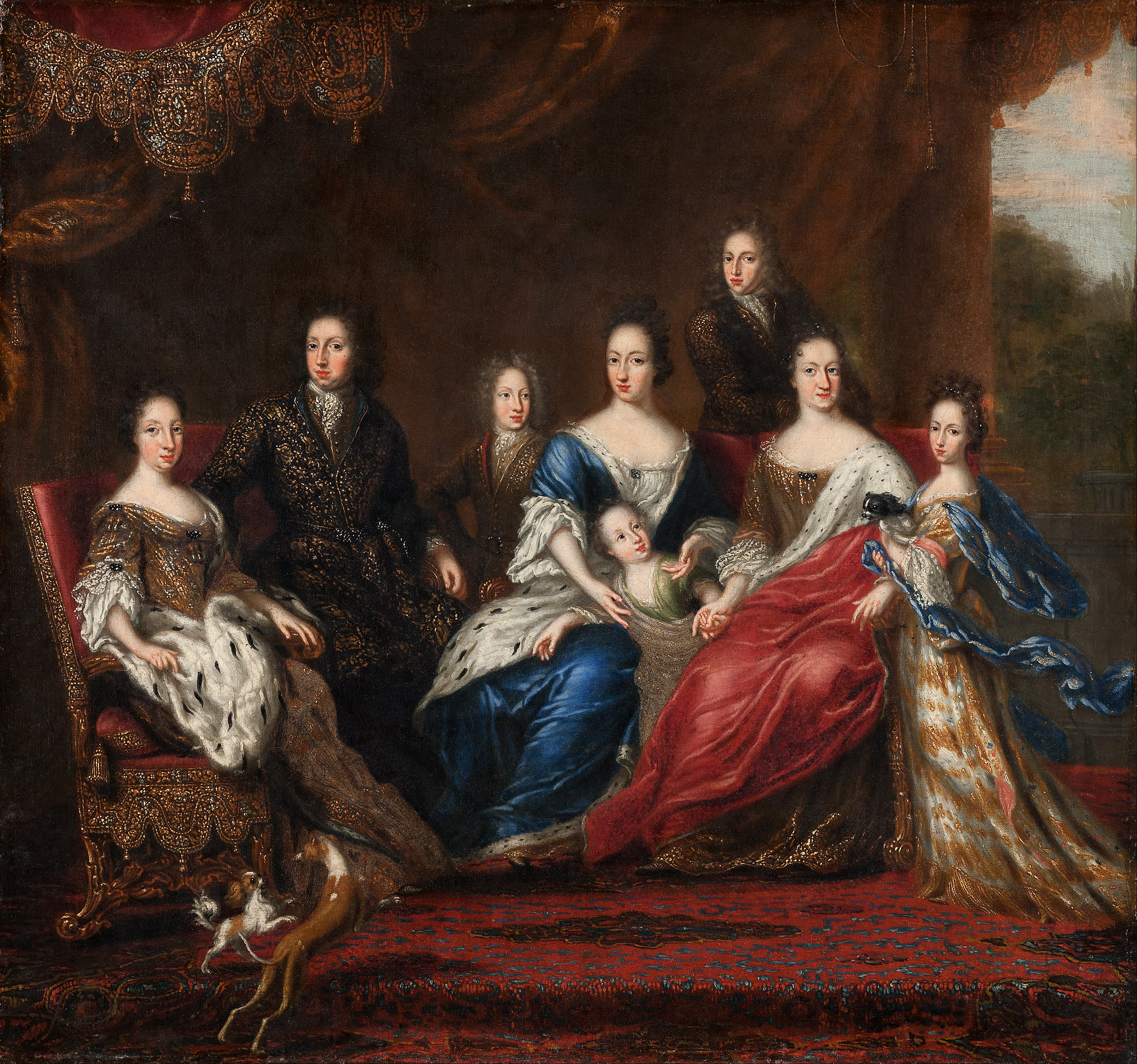
Família real de Carlos XI
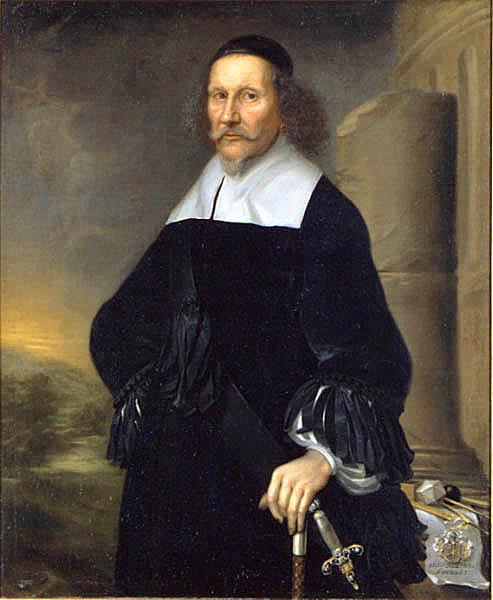
Georg Stiernhielm (1663)
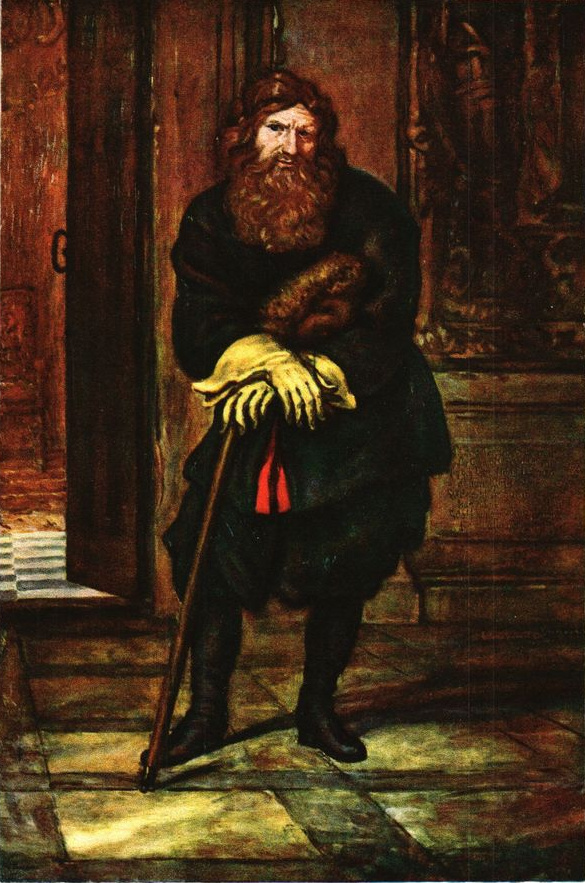
Per Olsson, o porta-voz da classe dos camponeses (1686)
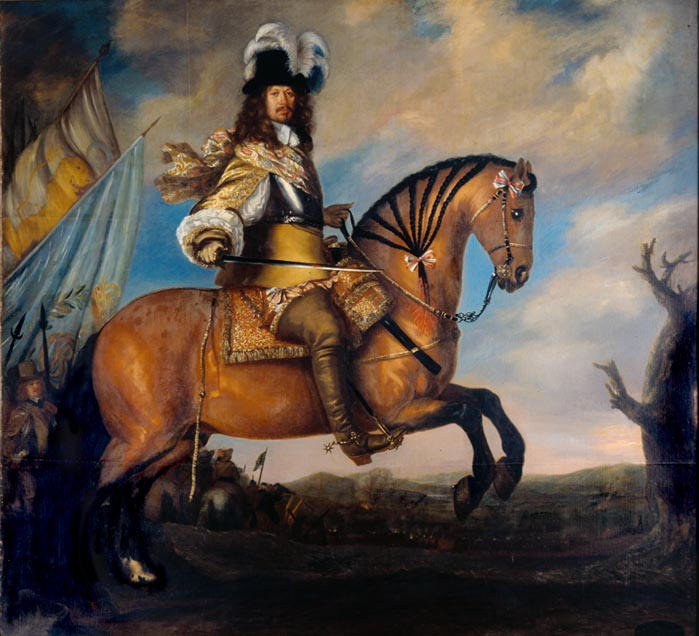
Retrato equestre de Carl Wrangel 1652 Palácio de Skokloster
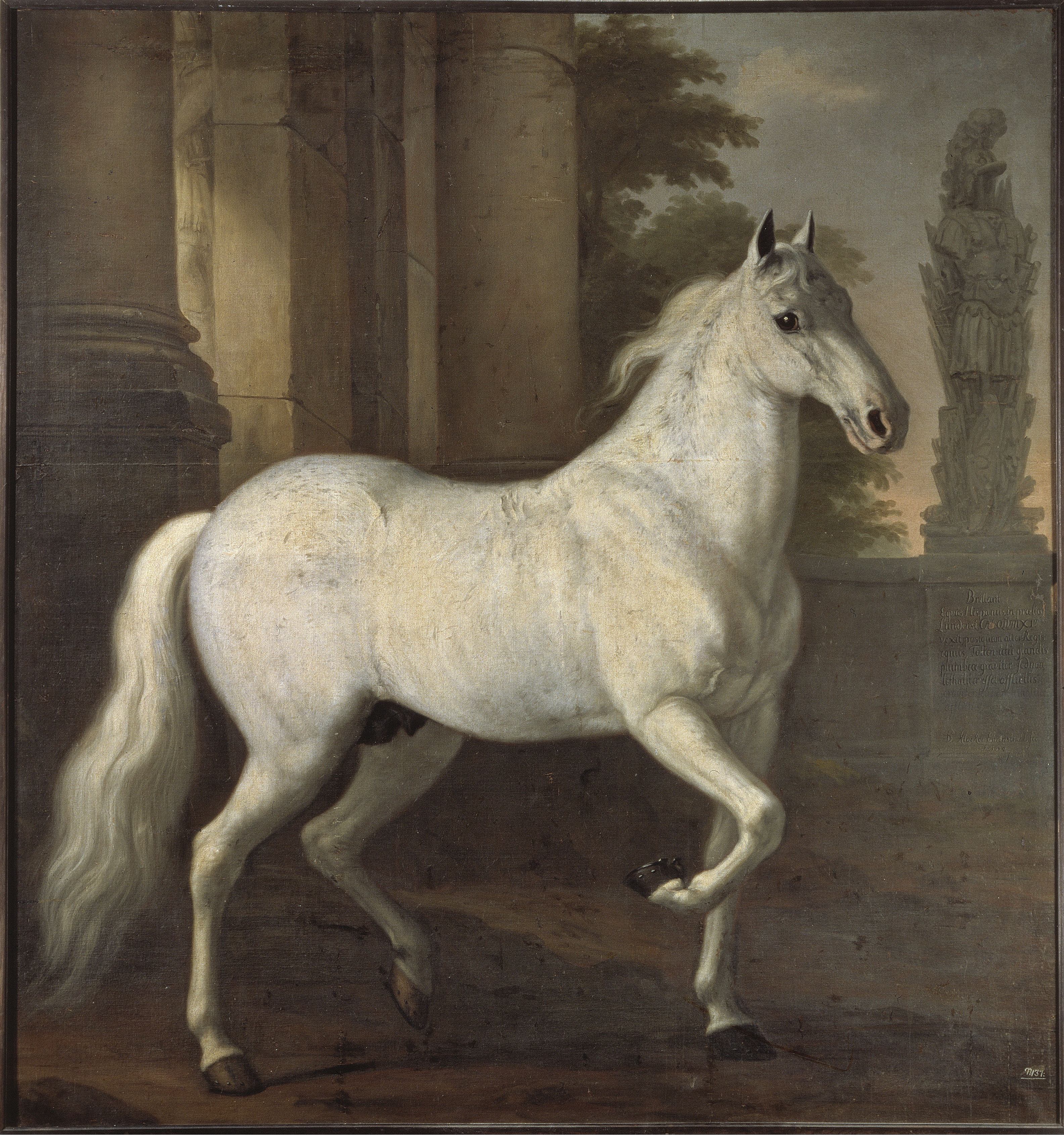
Brilliant, o cavalo de Carlos XI 1680 Museu Nacional de Belas-Artes da Suécia
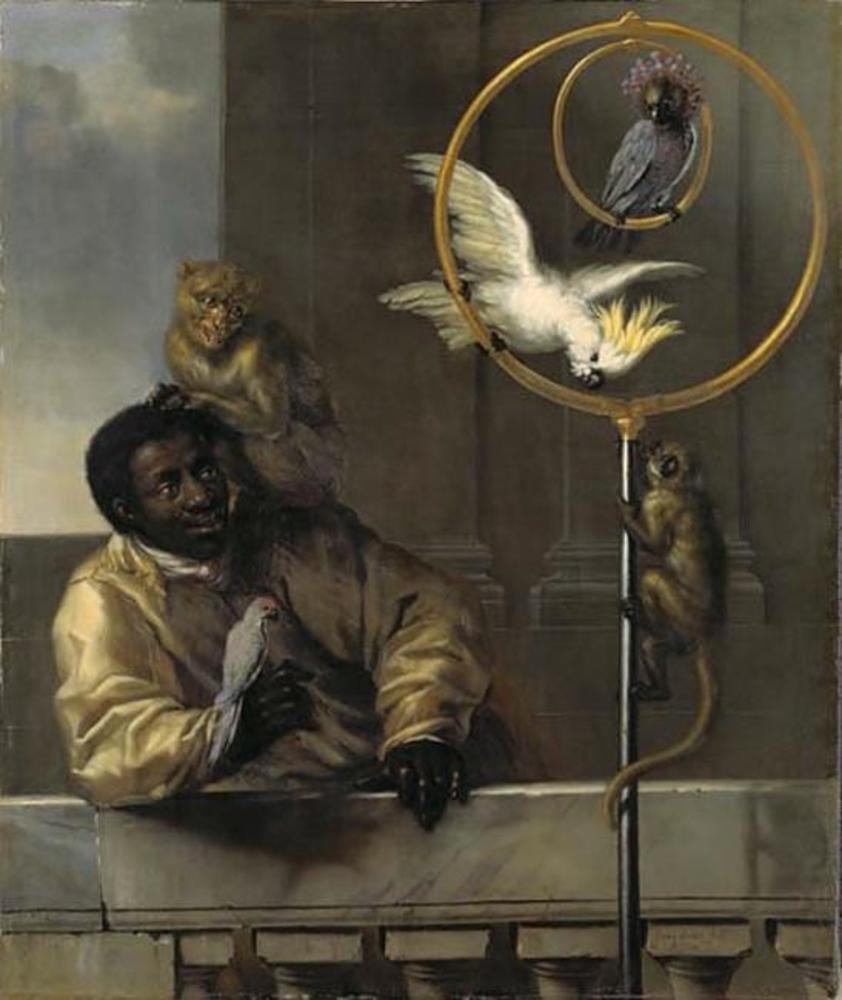
Homem Negro com Papagaios e Macacos, c. 1670